# Burg Schildeck (Simmersfeld)
Die Burg Schildeck, früher Burg der von Schildeck genannt, ist eine abgegangene Höhenburg auf einem kleinen Bergvorsprung im Schneitbachtal, oberhalb der Schildmühle etwa 1200 Meter südlich von Simmersfeld im Landkreis Calw in Baden-Württemberg.
Die Burg wurde vermutlich im 13. Jahrhundert von den Herren Schildeck, die als Zweig der Vögte von Wöllhausen bezeugt sind, erbaut und 1308 erstmals erwähnt. 1350 fiel der Besitz der Schildecker an Graf Konrad von Hohenberg. Anfang des 17. Jahrhunderts war die Burg verfallen.
Von der ehemaligen Burganlage auf rundem Burgplateau mit einem Durchmesser von etwa 15 Metern sind noch Reste einer Steinreihe und der etwa 17 Meter breite und vier bis fünf Meter tiefe Halsgraben erhalten.